# Ernst Vergani

Ernst Vergani

Ernst Vergani (* 15. März 1848 in Solec, Galizien, heute Ukraine; † 19. Februar 1915 in Emmersdorf) war ein Bauingenieur, Realitätenbesitzer und Zeitungsherausgeber in Mühldorf bei Spitz.

## Leben
Vergani besuchte die Deutsche Realschule in Lemberg, die Bergakademie Schemnitz und die Montanistische Hochschule in Příbram. 
Er arbeitete zunächst als Ingenieur in Galizien und Mähren und wurde 1874 Werksleiter der Österreichisch Mährischen Grafitgewerkschaft (Mühldorfer Grafitwerk).
1875 wurde er Mitglied des Nationalen Vereins in Krems. 1880 schloss er sich Georg von Schönerer an, gründete eine Ortsgruppe im Deutschen Schulverein und trat wenig später dem Deutschnationalen Verein bei. 1882 wurde er zum Bürgermeister gewählt. 
Durch seine Heirat mit Emma Gruber wurde er 1881 Besitzer des Trenninghofs und der Bergwerksraffinerie in Mühldorf.
Nach einer missglückten Kandidatur 1884 wurde er 1886 in der Nachwahl in den Landtag gewählt.
Am 4. Dezember 1886 gründete er mit 90 Bauern und Gewerbetreibenden in Mühldorf die erste Raiffeisenkasse Österreichs, zu deren ersten Obmann er gewählt wurde. 
Nachdem Schönerer im Mai 1888 zu einer viermonatigen Haftstrafe verurteilt worden war, ließ Vergani sich im Juni auf dem Wachaufest auf der Burgruine Aggstein als dessen Nachfolger feiern. Nach Schönerers Sofiensaal-Rede 1885 gegen die Korruption der Presse, hatten viele in der Partei über ein nichtjüdisches Tagesblatt nachgedacht. Noch vor Schönerers Entlassung gründete Vergani am 15. Dezember 1888 mit finanzieller Beteiligung von Wilhelm Philipp Hauck das Deutsche Volksblatt. Nach dem von Schönerer erzwungenen Ausscheiden Haucks geriet es in eine Krise, wurde aber später ertragreich. Die von Schönerer abgelehnte Gründung des Deutschen Volksblattes führte zur Trennung und zu andauernden heftigen Polemiken. Zuvor hoch verschuldet, verdiente er mit der Zeitung ein Vermögen und zog in eine Villa in Emmersdorf. Sein Blatt legte sich regelmäßig mit gemäßigten Politikern an und war stramm antisemitisch: Auf der ersten Seite jeder Ausgabe prangte in Überschriftengröße der Aufruf „Kauft nur bei Christen!“.
Im Juli 1890 gründete er als politische Plattform zusammen mit Heinrich Fürnkranz den Volkswirtschaftlichen Verein. 
In der Krise seines Blattes näherte er sich den Christlichsozialen, zu deren nationalem Rand er dann gehörte.
1897 führte er einen Ehrenbeleidigungsprozess gegen Schönerer, der aber mit dessen Freispruch endete. Daraufhin legte er sein Mandat (Politik) und alle Ämter nieder. 1897/98 verkaufte er Trenningschlössl und Grafitwerk an den Industriellen (Arch.) Adolf Jäger aus Wien.
Bei der Nachwahl wurde er neuerlich aufgestellt, unterlag aber im zweiten Wahlgang gegen den Kaufmann und Sparkassendirektor Eduard Riether (1838–1915) aus Ottenschlag. 
In den Wirren der Wiener Christlichsozialen nach dem Tod Karl Luegers im März 1910 wollte er die Partei stärker deutschnational ausrichten.

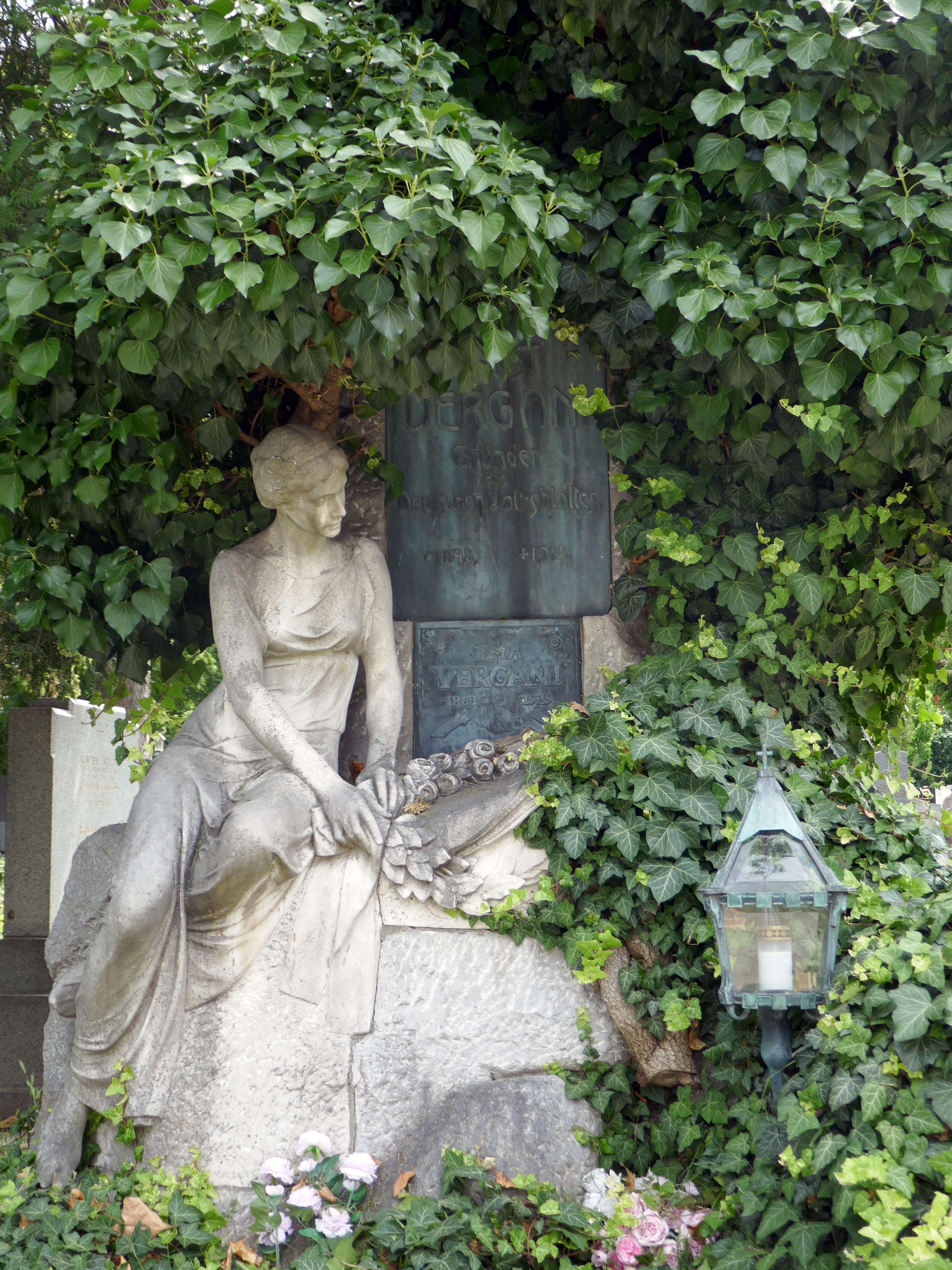
Grab auf dem Wiener Zentralfriedhof

Vergani wurde auf dem Wiener Zentralfriedhof, Gruppe 31B, Reihe G1, Nummer 7, beigesetzt.

## Belege
1. ↑   http://www.landtag-noe.at/service/politik/landtag/Abgeordnete/ZAbgV/Vergani.pdf
2. ↑   Wladika: Hitlers Vätergeneration; S. 219
3. ↑  http://www.muehldorf-wachau.at/system/web/zusatzseite.aspx? detailonr=219504260
4. ↑  Werner Adelmaier: Ernst Vergani. Dissertation, Wien 1969
5. ↑  Schönerer: Rede über die Presse, gehalten .. in der .. Versammlung im Sofien-Saale zu Wien, am 13. Februar 1885; Wien, Kubasta & Voigt 1885
6. ↑  Siehe die ersten Seiten sowohl der Morgen-, als auch der Abendausgaben vom 30. Dezember 1892 im Digitalisat der Österreichischen Nationalbibliothek.
7. ↑  Stadtbaumeister Adolf Jäger. In: archINFORM.
8. ↑   http://www.landtag-noe.at/service/politik/landtag/Abgeordnete/ZAbgR/Riether.pdf
9. ↑  Ernst Vergani in der Verstorbenensuche bei friedhoefewien.at

| Personendaten    | Personendaten                                                     |
| ---------------- | ----------------------------------------------------------------- |
| NAME             | Vergani, Ernst                                                    |
| KURZBESCHREIBUNG | österreichischer Bauingenieur und Politiker, Landtagsabgeordneter |
| GEBURTSDATUM     | 15. März 1848                                                     |
| GEBURTSORT       | Solec, Galizien, heute Ukraine                                    |
| STERBEDATUM      | 19. Februar 1915                                                  |
| STERBEORT        | Emmersdorf                                                        |